# Institut de Robòtica i Informàtica Industrial
L'Institut de Robòtica i Informàtica Industrial, CSIC-UPC (IRI) (Instituto de Robótica e Informática Industrial en castellà), és un centre de recerca de titularitat mixta del Consell Superior d'Investigacions Científiques (CSIC) i la Universitat Politècnica de Catalunya (UPC).
L'IRI porta a terme recerca bàsica i aplicada en robòtica i control automàtic. Les seves línies de recerca són:
- Control automàtic
- Cinemàtica i disseny de robots
- Percepció i manipulació
- Robòtica mòbil

L'IRI va ser creat el 1995, i actualment se situa en la Facultat de Matemàtiques i Estadística de la Universitat Politècnica de Catalunya dins el Campus Sud de la UPC, a Barcelona (Espanya).